# فورده
فورده (به لاتین: Førde) یک شهرداری در نروژ است که در سون اوگ فیوردانه واقع شده‌است.

## خصوصیات
فورده ۵۸۶٫۰۱ کیلومترمربع مساحت و ۱۲٬۵۵۹ نفر جمعیت دارد.